# Astragalus glumaceus
Astragalus glumaceus är en ärtväxtart som beskrevs av Pierre Edmond Boissier. Astragalus glumaceus ingår i släktet vedlar, och familjen ärtväxter. Inga underarter finns listade i Catalogue of Life.